# Varronia grandiflora
Varronia grandiflora är en strävbladig växtart som beskrevs av Nicaise Auguste Desvaux. Varronia grandiflora ingår i släktet Varronia och familjen strävbladiga växter. Inga underarter finns listade i Catalogue of Life.